# Lecania chlorotiza
Lecania chlorotiza är en lavart som först beskrevs av William Nylander och som fick sitt nu gällande namn av P. James. 
Lecania chlorotiza ingår i släktet Lecania och familjen Ramalinaceae. Inga underarter finns listade i Catalogue of Life.